# Quanah Parker
Quanah Parker (ur. 1845, zm. 23 lutego 1911) – wódz indiańskiego plemienia Komanczów Kwahadi.
Był synem wodza Pety Nocony i białej Amerykanki Cynthii Ann Parker, wziętej do niewoli przez Indian 19 maja 1836. Sławę przyniosły mu liczne wyprawy przeciw Meksykanom i amerykańskim osadnikom. Jako jeden z nielicznych wodzów Indian z południowych Równin nigdy nie zawarł pokoju z białymi. Wziął czynny udział w wojnie nad Red River w latach 1874–1875. Po licznych starciach z wojskiem poddał się jako ostatni z wodzów Komanczów 2 czerwca 1875 w forcie Sill na Terytorium Indiańskim.
Osiadł w rezerwacie w dzisiejszej południowo-zachodniej Oklahomie i już nigdy nie walczył. Przez resztę życia był głównym przedstawicielem nie tylko swojego ludu, ale także Kiowa i Kiowa-Apaczów. Działał wśród współplemieńców na rzecz oświaty i uprawy ziemi. Pozostał jednak do końca wierny indiańskim obyczajom. Zachował elementy tradycyjnego stroju Komanczów, długie włosy i kilka żon. Przyczynił się do upowszechnienia pejotyzmu, który doprowadził do powstania Kościoła Tubylczoamerykańskiego (ang. Native American Church) kilka lat po śmierci wodza.